# Un bacio sulla fronte/Accanto a te
Un bacio sulla fronte / Accanto a te pubblicato nel 1969 è un 45 giri della cantante italiana Iva Zanicchi

## Tracce
Lato A
- Un bacio sulla fronte - 2:51 - (Valter Camurri - Claudio Daiano)

Lato B
- Accanto a te - 3:25 - (Claudio Daiano - Corrado Castellari)